# 矢尾板三印
矢尾板 三印（やおいた さんいん・寛永17年（1640年） - 宝永2年（1705年））は、江戸時代中期の出羽国米沢藩の藩医にして藩儒。幼名は玄春。通称は柏章。号は三印、拙谷。一般的には矢尾板三印で知られる。自宅には後の藩校興譲舘の前身となる学問所が建設されるなど、米沢藩内の学問興隆に貢献した。

## 出自
矢尾板氏は元越後国青津城代であったが、上杉景勝の会津転封後も越後に残っていた。後に矢尾板光政（主膳）の遺児2人が米沢に転封した上杉氏に仕官したが、三印はこの遺児のうち弟の矢尾板玄柏の子にあたる。

## 生涯
寛文6年（1666年）に京都に出て、野間三竹に医学を、松永尺五から儒学を学び修める。寛文9年（1669年）には藩主上杉綱憲の近習兼藩医となり、石高70石となる。元禄3年（1690年）には綱憲の儒者兼藩医となり、石高100石となる。
綱憲より上杉謙信及び上杉景勝の年譜編集を命じられ、元禄8年（1695年）に「謙信公年譜」を、同16年（1703年）には「景勝公年譜」を完成させて、その功績により100石加増され、石高200石となる。
三印は自宅に聖堂を設けて釈奠を行っていたが、綱憲はこれを改築して元禄10年（1697年）に「感麟殿」と命名。さらに講堂を設けて藩士の学問所として、三印に主宰させた。この学問所はのちに上杉治憲が建設させた藩校興譲館の前身となる。
綱憲が隠居して上杉吉憲が藩主となると、宝永元年（1704年）には吉憲の側居となったが、その翌年に死去した。なお、聖堂祭主及び藩士子弟教育は片山元僑が継承した。